# 볼프강 레이더먼
볼프강 라이더먼(Wolfgang Reitherman, 1909년 6월 26일 ~ 1985년 5월 22일) 은 월트 디즈니의 일부 애니메이션 영화를 제작한 영화 제작자이다.
《백설 공주와 일곱 난쟁이》에 참여하면서 애니메이션 제작을 하였다. 이후 《피노키오》(1940)에서 제작 관리인이 되었으며 《토드와 코퍼》(1981)의 협력 프로듀서로 참여한다.